# سلمان شاه
سلمان شاه (بالبنغالية: সালমান শাহ)‏ هو ممثل بنغلاديش وباكستاني، ولد في 17 سبتمبر 1971 في بنغلاديش، وتوفي في 6 سبتمبر 1996 بدكا في بنغلاديش.

## وصلات خارجية
- سلمان شاه على موقع IMDb (الإنجليزية)
- سلمان شاه على موقع قاعدة بيانات الفيلم (الإنجليزية)